# MIM-72 Chaparral
MIM-72 Chaparral je americký samohybný protiletadlový raketový komplet krátkého dosahu využívající leteckou řízenou střelu AIM-9 Sidewinder. Americké ozbrojené síly systém užívaly v letech 1969–1998. Dále byly dodány sedmi zahraničním uživatelům. Celkem bylo vyrobeno 600 systémů Chaparral a 21 000 řízených střel MIM-72 Chaparral (z toho 4000 na export). K roku 2015 byl systém ve výzbroji ozbrojených sil Čínské republiky, Portugalska a Tuniska. Jednoho uživatele získala námořní verze systému Sea Chaparral.
Systém Chaparral byl vyvinut jako dočasná náhrada za mnohem pokročilejší komplet MIM-46 Mauler, jehož vývoj se protáhl. Po zrušení vývoje Mauleru se provizorium stalo dlouhodobým řešením a americká armáda systém Chaparral používala do pozdních 80. let, kdy začal jeho přesun k národní gardě. Americké ozbrojené složky jej zcela vyřadily roku 1998. Ve službě Chaparral nahradily komplety M6 Linebacker a M1097 Avenger, které opět představovaly dlouhodobé provizorium (tentokrát kvůli problémům s vývojem systému ADATS).

## Vývoj

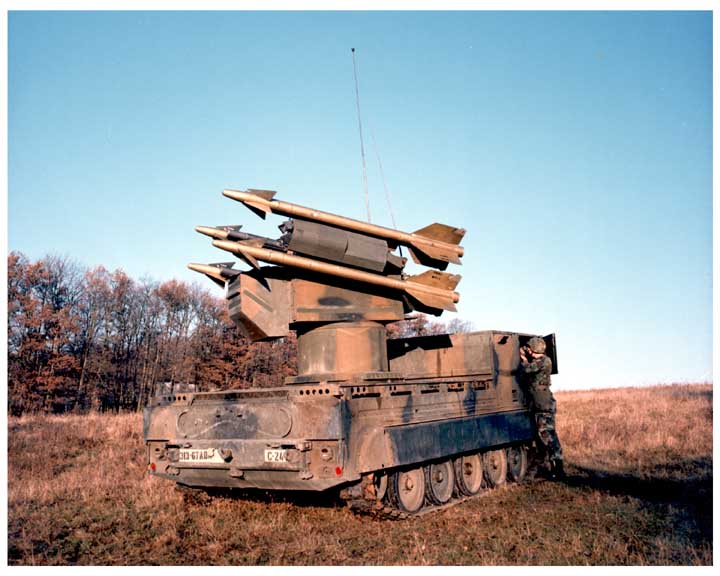
MIM-72 Chaparral

Na konci 50. let byl pro americkou armádu v programu FAAD (Forward Area Air Defense) vyvíjen pokročilý protiletadlový raketový komplet MIM-46 Mauler. Jeho vývoj však provázely technické obtíže, proto byl roku 1963 spuštěn program IFAAD (Interim Forward Area Air Defense), díky němuž měl být získán provizorní typ, který by ho dočasně nahradil. Nejprve byla ověřována možnost použití již existující (osvědčené a levné) letecké řízené střely AIM-9 Sidewinder. Roku 1965 se na základě provedených studií ukázalo, že využití Sidewinderů je možné a vývoj se bude ubírat tímto směrem. Roku 1967 byly dodány první zkušební střely XMIM-72A. Roku 1969 byl systém přijat do služby a byla jím vyzbrojena první jednotka americké armády. Ve službě se systém Chaparral doplňoval s kanónovým systémem M163 Vulcan Air Defense System (VADS).
První verze střely MIM-72A/B bylo do roku 1975 vyrobeno 9500 kusů. Vzhledem k blízké příbuznosti MIM-72A s námořní AIM-9D Sidewinder byly střely vyráběny ve stejné továrně. V letech 1970–1974 byla vyvinuta modernizovaná střela MIM-72C Improved Chaparral s vylepšeným naváděním, přičemž dále byl použit nový dopplerovský přibližovací zapalovač a bojová hlavice, obojí vyvinuté v rámci zrušeného programu Mauler. Výrazně se tak zlepšily bojové vlastnosti střely. Protože MIM-72C už měla mnohem méně společných komponentů se Sidewindery, byla jejich výroba přesunuta do továrny Ford Aeronautics. Střela byla zavedena roku 1978 a vyráběna v letech 1976–1981. Velkou slabinou systému Chaparral byly jeho omezené bojové možnosti při špatném počasí. Roku 1977 proto začal program jeho modernizace pro fungování za každého počasí. Hlavním vylepšením bylo doplnění zaměřování o systém FLIR (Forward-Looking Infrared) roku 1984.
Vývoj vrcholné verze střely MIM-72G začal roku 1980. Hlavním zlepšením byl nový raketový motor M121 prodlužující dostřel a nový naváděcí systém AN/DAW-2, využívající pokročilou technologii RSS (Rosette Seeker Technique) ze střel FIM-92 Stinger. Výrazně se zlepšilo navádění a citlivost střely, která mohla poprvé napadat cíle zepředu a byla rovněž mnohem odolnější proti rušení.

## Konstrukce

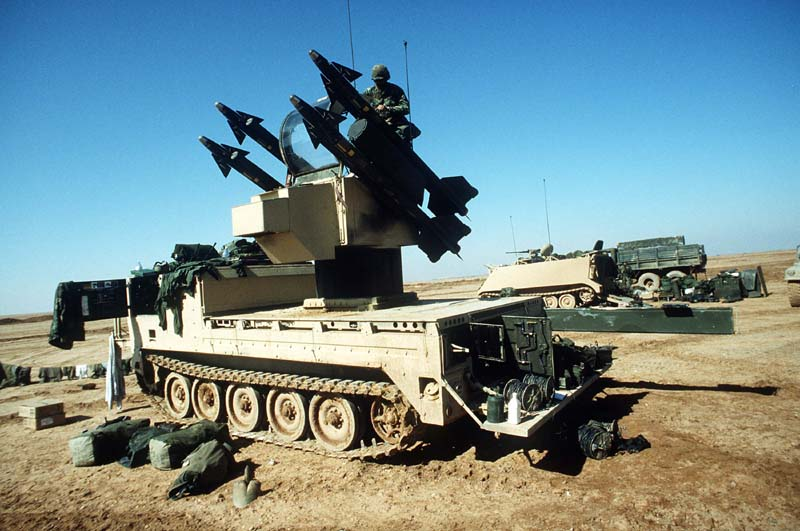
MIM-72 Chaparral

Systém M48 Chaparral se skládá ze tří hlavních komponentů: řízených střel MIM-72 Chaparral, čtyřnásobného odpalovacího systému M54 a pásového podvozku M730 (odvozen od typu M548). Kromě čtyř střel připravených k vypuštění systém nese ještě osm rezervních střel. Vozidlo má lehké pancéřování, je obojživelné (ve vodě se pohybuje pomocí pásů) a přepravitelné transportním letounem C-130H Hercules. Posádka je chráněna proti zbraním hromadného ničení. Posádku tvoří čtyři osoby: velitel, řidič a dva střelci. Hlavní střelec sedá pod průhledným překrytem přímo ve věži odpalovacího zařízení M54, ostatní jsou během střelby ukryti dále od vozidla a se střelcem jsou spojeni telefonem. Odpalovací zařízení M54 je stabilizované ve dvou rovinách a má kruhový odměr. Využívá elektro-optické zaměřování, od roku 1984 doplněné systémem FLIR a laserovým dálkoměrem.

## Varianty

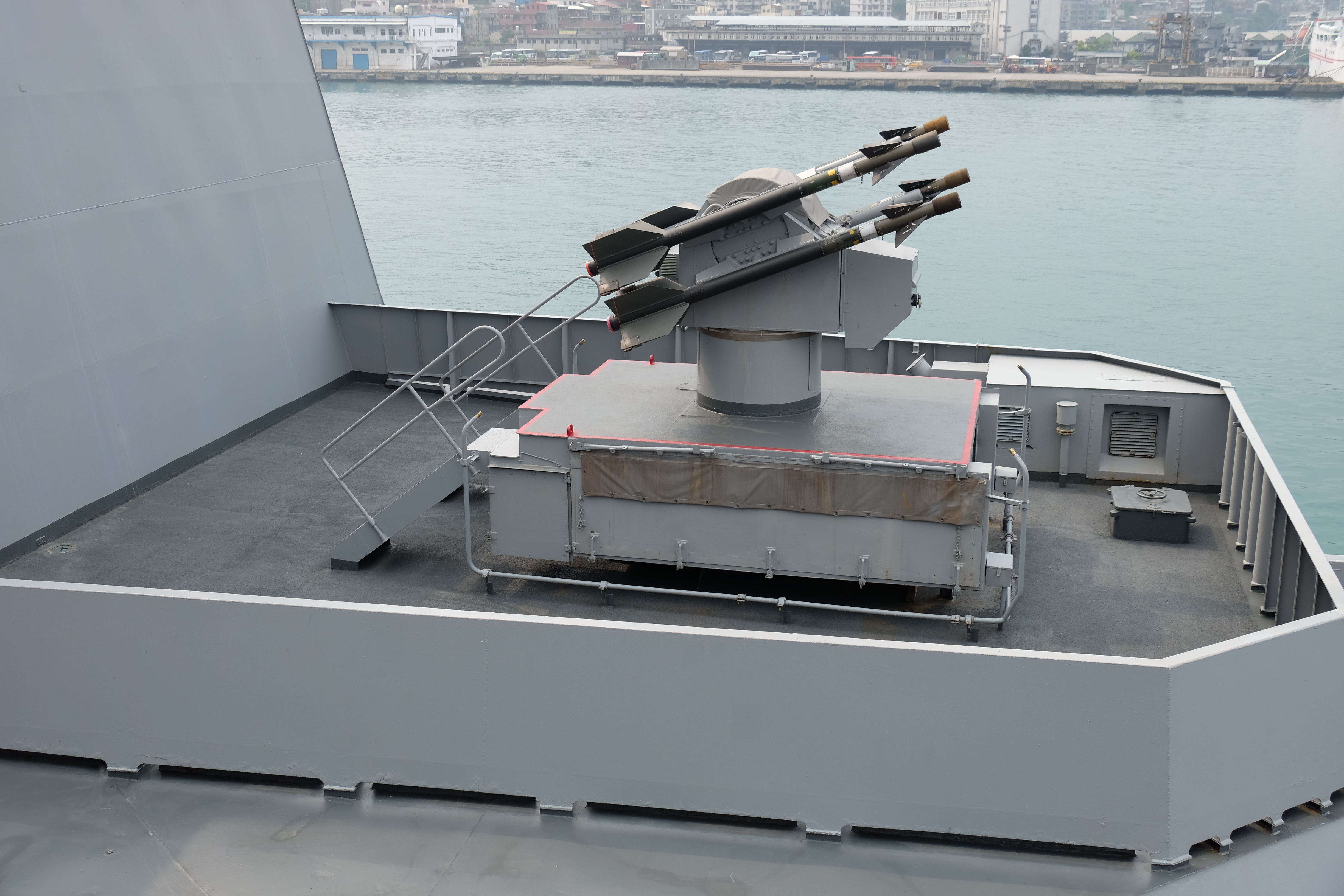
Sea Chaparral

- MIM-72A – Střela přímo odvozená od letecké střely AIM-9D Sidewinder. Lišila se pouze absencí dvou rolleronů. Raketový motor na tuhé pohonné hmoty Mk.50 se od motoru Mk.36 střel AIM-9D lišin jen upraveným průběhem hoření. Hlavní změnou bylo použití naváděcí hlavice z přenosného raketového kompletu FIM-43 Redeye. Vyráběna byla v letech 1967–1975.[1]
- MIM-72B – Cvičná střela bez bojové hlavice. Existovala také inertní verze pro pozemní výcvik označená M30. Vyráběna byla v letech 1967–1975.
- MIM-72C Improved Chaparral – Vylepšená naváděcí sekce AN/DAW-1, nový dopplerovský přibližovací zapalovač M817 a bojová hlavice M250. Vyráběna byla v letech 1976–1981.
- Sea Chaparral – Navalizovaná verze MIM-72C využívaná námořnictvem čínské republiky. Později využívala i střely ve verzích F a J. Instalována například na fregatách třídy Kchang-ting a bojových podporných lodích Wu-i (AOE-530) a Pchan-š’ (AOE-532).
- MIM-72D – Experimentální verze kombinující navádění MIM-72A a bojovou hlavici MIM-72C. Nebyla sériově vyráběna.
- MIM-72E – Modernizovaná střela MIM-72C vybavená bezkouřovým raketovým motorem M121, který prodloužil dosah střely až na 30 km.
- MIM-72F – Obdoba střely MIM-72E z novovýroby.[2]
- MIM-72G – Použit nový raketový motor se sníženou kouřivostí M121 prodlužující dosah střely na 30 km. Nová naváděcí sekce AN/DAW-2. V letech 1982–1989 probíhala modernizace starších střel na tuto verzi a v letech 1990–1991 byly vyráběny nové střely.
- MIM-72H – Downgradovaná exportní verze MIM-72F.
- MIM-72J – Downgradovaná exportní verze MIM-72G.

## Operační služba

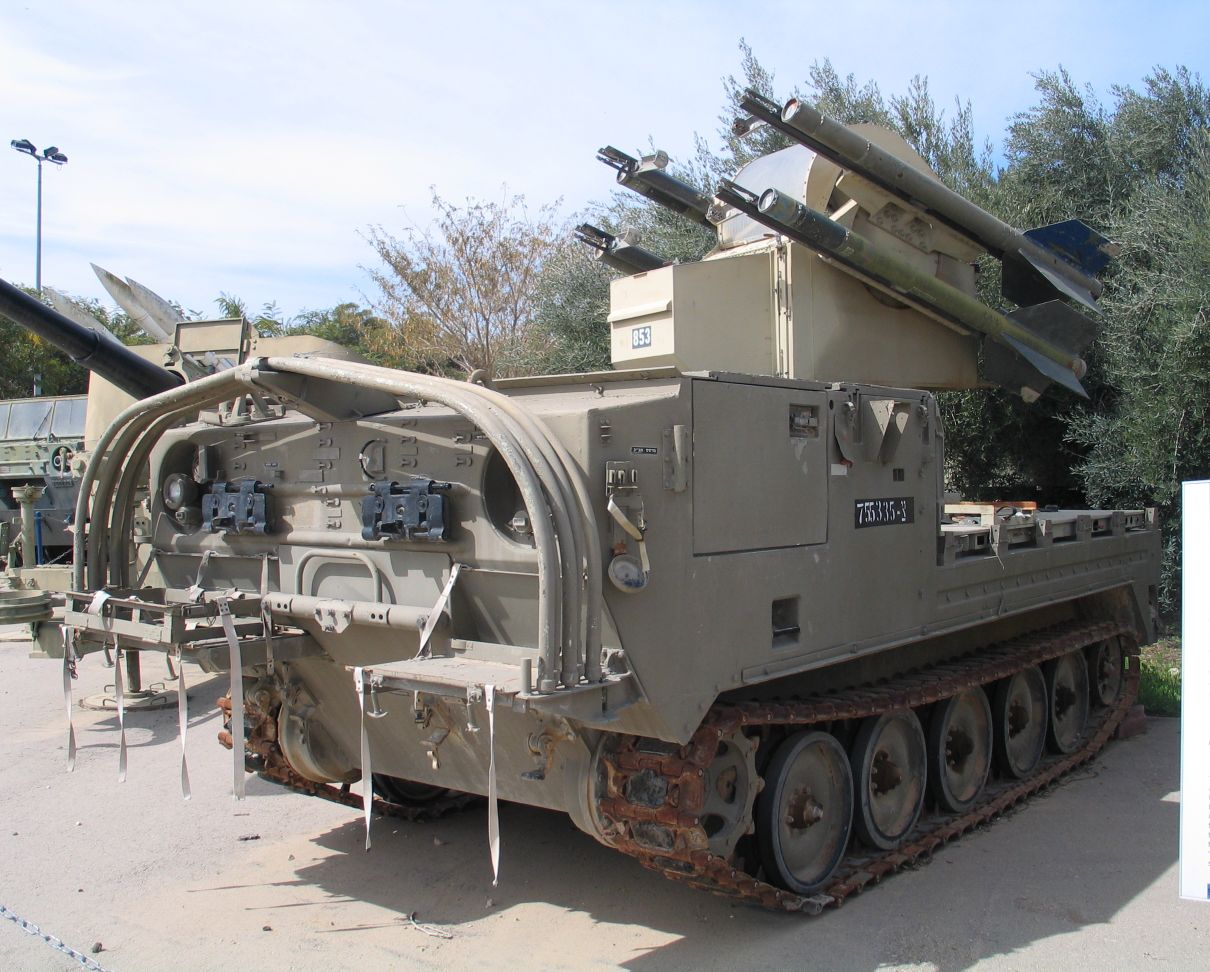
Izraelský systém Chaparral. Střely nenesou hlavice.

Americké ozbrojené síly střely do služby zařadily roku 1969. Bojově systém nikdy nenasadily. Několik jich bylo vysláno do války v Zálivu, do bojů ale nezasáhly. Od roku 1990 byl systém převáděn k národní gardě a roku 1998 byl zcela vyřazen.

## Uživatelé

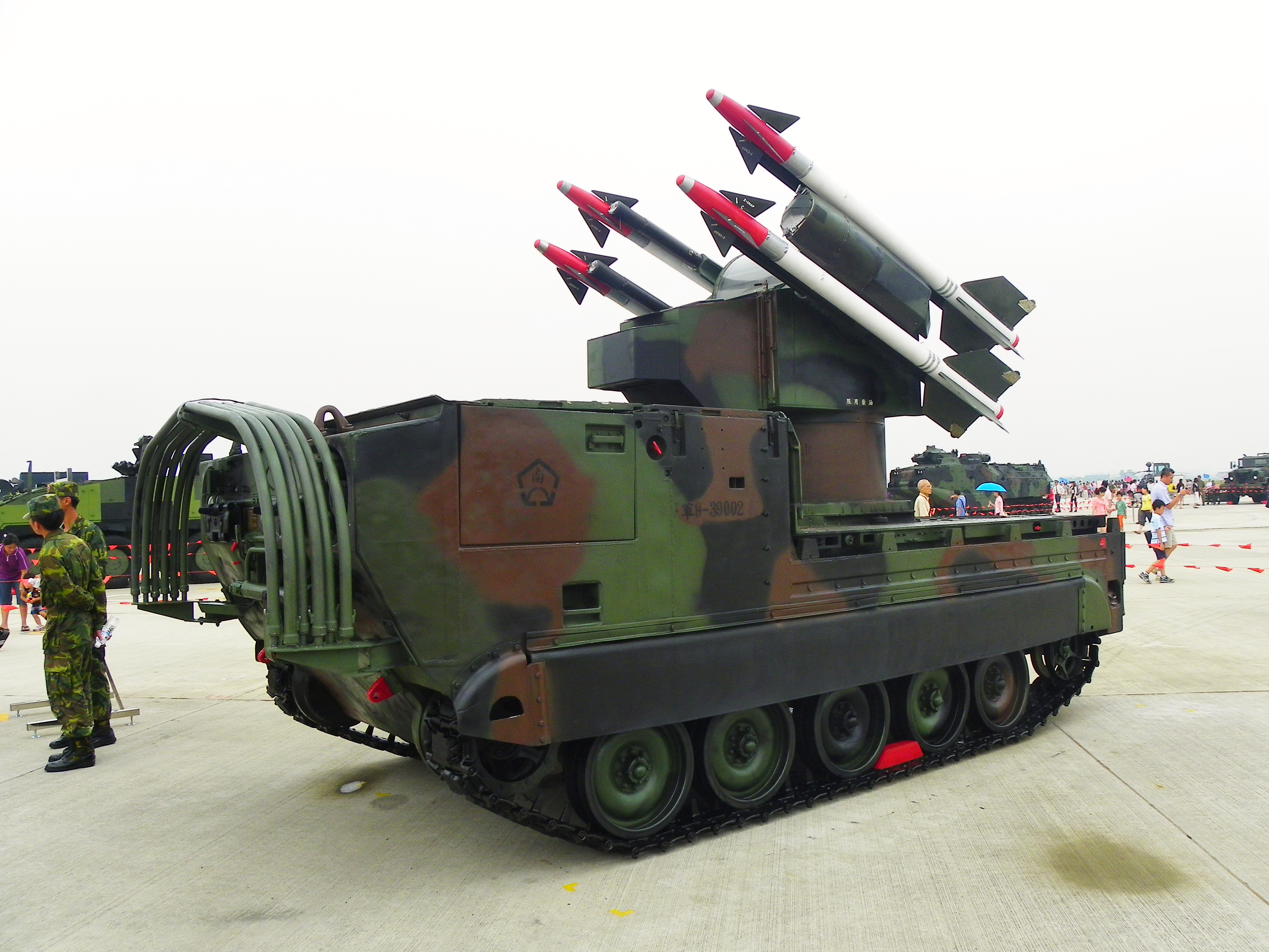
Systém Chaparral armády Čínské republiky

- Čínská republika
- Chile
- Izrael
- Egypt
- Maroko
- Portugalsko
- Tunisko
- USA

## Hlavní technické údaje (MIM-72A[2])
- Hmotnost: 86 kg (11 kg hlavice Mk.48, 12,6 kg hlavice M250 u verzí C/G)
- Délka: 2,9 m
- Průměr: 127 mm
- Rozpětí: 0,63 m
- Rychlost: 1,5 M
- Dosah: 6000 m (9000 m C/G)
- Výškový dosah: 15–3000 m
- Navádění: infračervené